# The house (Iain Jennings)
The house is het derde studioalbum van Iain Jennings als soloartiest. Het kwam na Breathing space en My dark surprise.

## Inleiding
Tijdens de opnamen en uitgifte van het album was Jennings lid van Mostly Autumn. Het album draagt dan ook flink het stempel van die muziekgroep. Het album is opgenomen in de geluidsstudio Fairview, waar Mostly Autumn ook opneemt en een deel van de musici is afkomstig uit Mostly Autumn. Het album is een conceptalbum rondom (de bewoners van) een huis. Het volgt de levens beginnend op 8 februari 1933 en eindigend op “vandaag” (today) van Billy (bewoner gedurende de Tweede Wereldoorlog) en Michael (die er na de oorlog komt wonen). De vertelling komt van Michael die in 1990 terugkijkt en een denkbeeldige dialoog heeft met Billy.

## Musici
- Iain Jennings – toetsinstrumenten waaronder hammondorgel, achtergrondzang
- Mark Chatterton – parlandoachtige zang
- Stu Fletcher – basgitaar
- Alex Cromarty – drumstel (Mostly Autumn)
- Bryan Josh – gitaar (tracks 4, 5, 7, 8, 9, 10, 11) (Mostly Autumn)
- Andy Newlove – gitaar (tracks 1, 2, 4, 5, 7)
- Neil Chatterton – gitaar (track 9), achtergrondzang (track ()
- Anne-Marie Helder – zang (track 3), achtergrondzang (track s 1,11) (Mostly Autumn)

## Muziek
| Nr. | Titel                                                                  | Duur |
| --- | ---------------------------------------------------------------------- | ---- |
| 1.  | Give me my name (tekst: Chatterton, muziek: Jennings)                  | 6;13 |
| 2.  | Declaration of war (tekst: Chatterton, muziek: Jennings)               | 4:41 |
| 3.  | Tin soldiers (tekst: Chatterton, muziek: Jennings)                     | 437  |
| 4.  | Bomber (tekst: Chatterton, muziek: Jennings)                           | 5:27 |
| 5.  | The tick and the tock (tekst: Chatterton, muziek: Jennings)            | 7:34 |
| 6.  | Michael and me (tekst: Chatterton, muziek: Jennings)                   | 4:26 |
| 7.  | Goodbye Billy (tekst: Chatterton, muziek: Jennings)                    | 7:45 |
| 8.  | Well worn key (Michael’s return) (tekst: Chatterton, muziek: Jennings) | 3:27 |
| 9.  | Gang of two (tekst: Chatterton, muziek: Jennings)                      | 6:38 |
| 10. | Queen of the park bench (tekst: Chatterton, muziek: Jennings)          | 5:05 |
| 11. | Be home soon (tekst: Chatterton, muziek: Jennings)                     | 5:33 |